# Kromatin
Kromatin je nukleoproteinski sadržaj kromosoma. Čine ga molekula dvolančane DNK, RNK te histonski i nehistonski proteini.
Kromatin čini svaki kromosom pa su po biokemijskom sastavu slični, ali drugog pojavnog oblika. Kad kromosome ne možemo jasno uočiti svjetlosnim mikroskopom, služimo se nazivom kromatin. Kromosome vidimo tek u fazi stanične diobe, a za vrijeme interfaze dekondenzirani su i neuočljivi. Prigodom diobe molekula DNK jače se pakira s proteinima, tj. spiralizira se i tad se kromosomi kondenziraju. Veliku ulogu u pakiranju molekule DNK imaju histoni, a osnovna jedinica pakiranja je nukleosom.
Kromatin je dio stanične jezgre.
Zahvaljujući metodama kromosomskog pruganja (G-pruganje, C-pruganje, R-pruganje), može se razlikovati tri vrste kromatina: eukromatin, konstitutivni heterokromatin i interkalarni heterokromatin. Postoji i fakultativni heterokromatin.